# Ålands flag
Ålands flag blev vedtaget af Ålands Landsting (selvstyreforsamling) i 1953 og godkendt af republikken Finlands præsident i 1954. Ålands flag følger mønsteret for Nordens korsflag. Farverne blå, gul og rød er Ålands og Finlands rigsvåbenfarver. Flaget kan også tolkes som det svenske flag med et rødt kors i midten.
Flaget er i størrelsesforholdet 17:26. De blå felter er 6:8 ved stangsiden og 6:13 i flagets frie ende. Korsets bredde svarer til 5 enheder hvoraf de gule kanter svarer til 1,5 enheder hver og det røde kors 2 enheder. 

## Flagdage
Åland har tre officielle flagdage:
- 30. marts: dagen for fejring af Ålands demilitarisering og neutralitet
- sidste søndag i april: Det ålandske flags dag
- 9. juni: Ålands selvstyredag

## Flaglovgivning
Ålands flag er lovreguleret gennem Landskabslov (1992:41) om Ålands flag. Her fastsattes flagets størrelsesforhold, og bestemmelser om flagets anvendelse blev givet. Flagloven bestemmer at Ålands flag kan benyttes som koffardiflag af fartøjer som er hjemmehørende i landskabet. Fartøjer som drives af landskabsmyndigheder er pålagt at føre Ålands flag.

## Tidligere flag
Et flag for Åland blev skabt allerede i 1922. Det bestod af en vandret gul stribe på en blå dug men blev ikke officielt vedtaget. Udformningen blev forklaret som det svenske flag uden den vertikale korsstreg og viser den ålandske befolknings bestræbelser på at bevare sin svenske kultur og fremme tilhørsforholdet til Sverige.